# Fiat AS.6
Le Fiat AS.6 est un moteur d'avion italien 24 cylindres en V à refroidissement liquide conçu et construit à la fin des années 1920 par Fiat pour des courses aériennes, en particulier la Coupe Schneider. Les problèmes en cours de développement firent qu'il ne fut jamais en mesure de concourir pour la coupe. Bien que souffrant de problèmes techniques, ce moteur permit d'établir un record de vitesse pour un hydravion à pistons qui demeure invaincu à ce jour.

## Conception et développement
Afin d'être compétitif le challenger italien du trophée Schneider de 1931, le Macchi M.C.72, avait besoin d'un moteur de 2300 chevaux (1700 kW  avec la possibilité de produire jusqu'à 2800 chevaux (2090 kW) tout en ayant un poids ne dépassant pas 840 kg(1850 livres). Le contrat fut remporté par Fiat, alors que son moteur le plus puissant était l'AS.5, un 12 cylindres en V de 1000 chevaux (750 kW) déjà utilisé lors de courses du trophée Schneider.

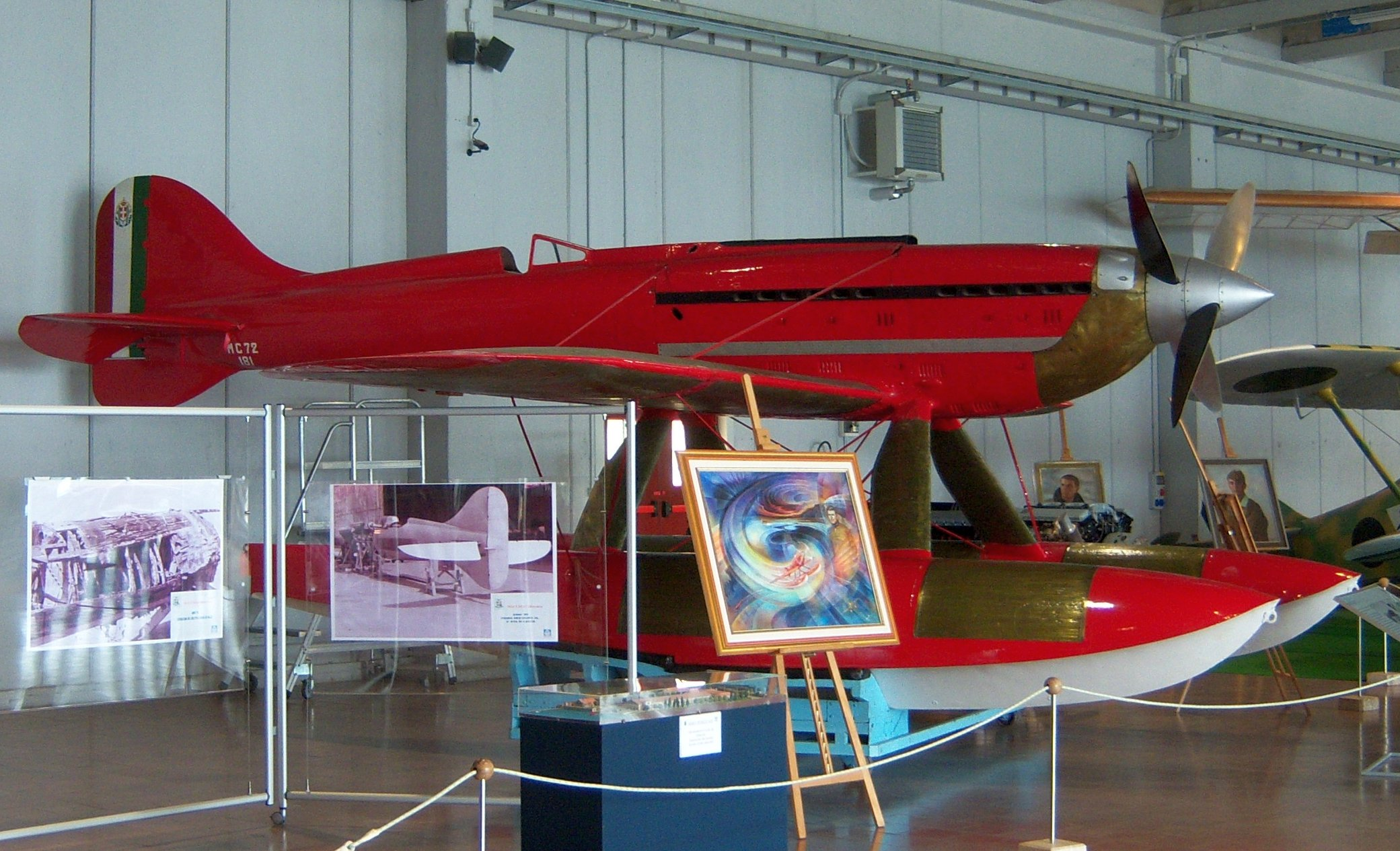
Macchi M.C.72

La solution consistait à coupler deux moteurs V12 AS.5 en tandem pour produire un V-24, chaque moteur entraînant indépendamment une paire d'hélices contrarotatives à travers des arbres coaxiaux. À l'exception d'un compresseur mécanique commun, l'unité de puissance était plus un "V12 tandem" qu'un vrai V-24. En effet un tel moteur nécessite que tous les cylindres entraînent un seul vilebrequin plutôt que deux tournant en sens opposés, avec un vilebrequin et des arbres de transmission indépendants. Une autre configuration serait de trouver deux vilebrequins engrenées ensemble avec une seule sortie. Dans le cas du AS.6 le moteur arrière entraînait donc un arbre de transmission qui passait entre les rangées de cylindres du moteur avant monté à l'envers et qui entraînait l'hélice avant grâce à un boîtier réducteur situé entre les deux moteurs. L'axe du vilebrequin du moteur avant quant à lui pointait vers l'arrière et entraînait l'hélice arrière de la même manière, mais via un arbre creux passant entre les rangées de cylindres au travers desquelles l'arbre de transmission du moteur arrière passait. Un gros compresseur centrifuge mécanique à 1 étage était installé pour gaver le moteur, la mise en route se faisant au-dessus de 19 000 tr/min avec une pression de suralimentation de 1.82 bar. Le mélange air/carburant était délivré aux cylindres via un collecteur monté au centre entre les rangées de cylindres des deux moteurs.
Les avantages apparents étaient que cette configuration conservait une petite surface frontale, et que Fiat avait déjà une expérience antérieure avec l'AS.5. Avec une cylindrée combinée de 50 litres (3 051 in3), les ingénieurs de Fiat pensait que la puissance requise serait facilement obtenue.
Dans la pratique le moteur rencontra des problèmes techniques qui empêchèrent l'équipe italienne de participer à l'épreuve de la Coupe Schneider de 1931.
Le 23 octobre 1934, après que des problèmes de retour de flamme aient été résolus avec l'aide de l'ingénieur britannique "Rod" Banks, l'AS.6 fut utilisé par Francesco Agello sur un Macchi M.C.72 pour établir un nouveau record de vitesse sur hydravions à pistons à 709,2 km/h, un record qui demeure invaincu à ce jour.

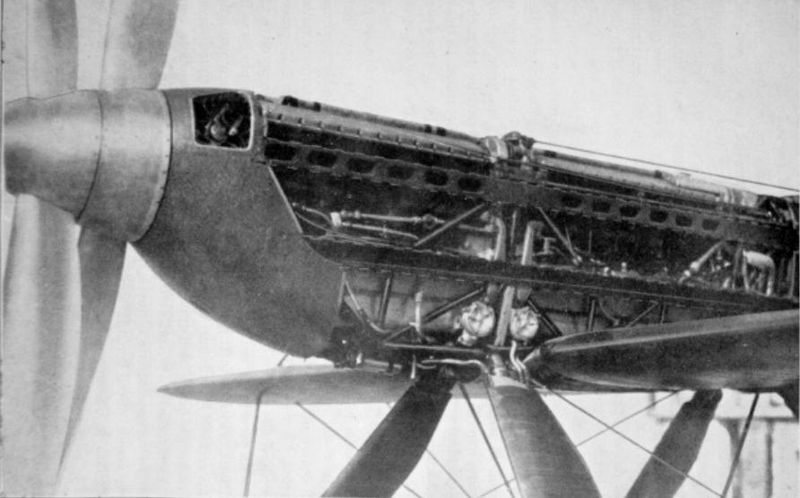
AS.6 installé dans le Macchi M.C.72

## Applications
- Macchi M.C.72

## Moteurs exposés
- Un moteur Fiat AS.6 est exposé au Musée historique de l'aviation de Vigna di Valle.
- Un autre moteur AS.6 est exposé au Centro Storico Fiat de Turin, Italie